# Spryginia undulata
Spryginia undulata är en korsblommig växtart som beskrevs av Viktor Petrovitj Botjantsev. Spryginia undulata ingår i släktet Spryginia och familjen korsblommiga växter. Inga underarter finns listade i Catalogue of Life.